# 張其鎡
張其鎡（？—？），廣西省桂林府臨桂縣人，清朝政治人物、進士出身。
光緒十五年（1889年），参加光緒己丑科殿試，登進士二甲58名。同年五月，著主事，分部学习。